# Megachilidae

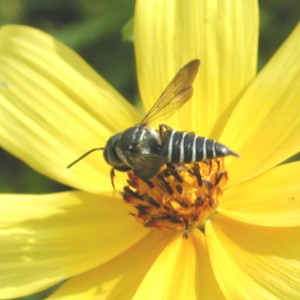
Abeja cuco Coelioxys sp. hembra

Los megaquílidos (Megachilidae) son una familia de insectos himenópteros de la superfamilia Apoidea. Pertenecen al grupo de abejas de lengua larga.

## Descripción
De 7 a 18 mm de largo. Son abejas en las que el polen es transportado en una escopa ubicada en el abdomen, a diferencia de la mayoría de las abejas que tienen ese órgano en las patas posteriores. Varias abejas parásitas o abejas cucos de esta familia no colectan polen y no tienen escopa, géneros Stelis y Coelioxys. Tienen una cabeza robusta. Otra característica es que el labro o labio superior es rectangular, más largo que ancho.

## Biología
Son abejas solitarias que hacen sus nidos en tallos huecos o en otras cavidades, como conchas de caracol, termiteros, etc. En vez de secreciones, como ocurre con otras familias de este grupo, usan materiales diversos, por lo que se les llama abejas albañiles. Algunas usan trocitos circulares de hojas para su construcción, y se les llama abejas cortadoras de hojas. Aceptan fácilmente tubos artificiales, llamados nidos trampa, para la construcción de sus nidos, lo que ha permitido el estudio de los hábitos de algunas especies que son de importancia para los agricultores.
Algunas especies, especialmente del género Osmia, son de importancia económica como polinizadores de cultivos, como los de árboles frutales. Megachile rotundata se usa para la polinización de la alfalfa.

### Especies parasíticas o cucos
Algunos géneros de megaquílidos son parásitos de los nidos de otros miembros de esta familia. Generalmente entran al nido de la abeja hospedante antes de que ésta lo haya cerrado y depositan su huevo allí. Generalmente la larva parásita mata a la larva del huésped y se alimenta de la provisión. Suelen ser del mismo tamaño o más chicas que la especie a la que parasitan.

## Evolución y taxonomía

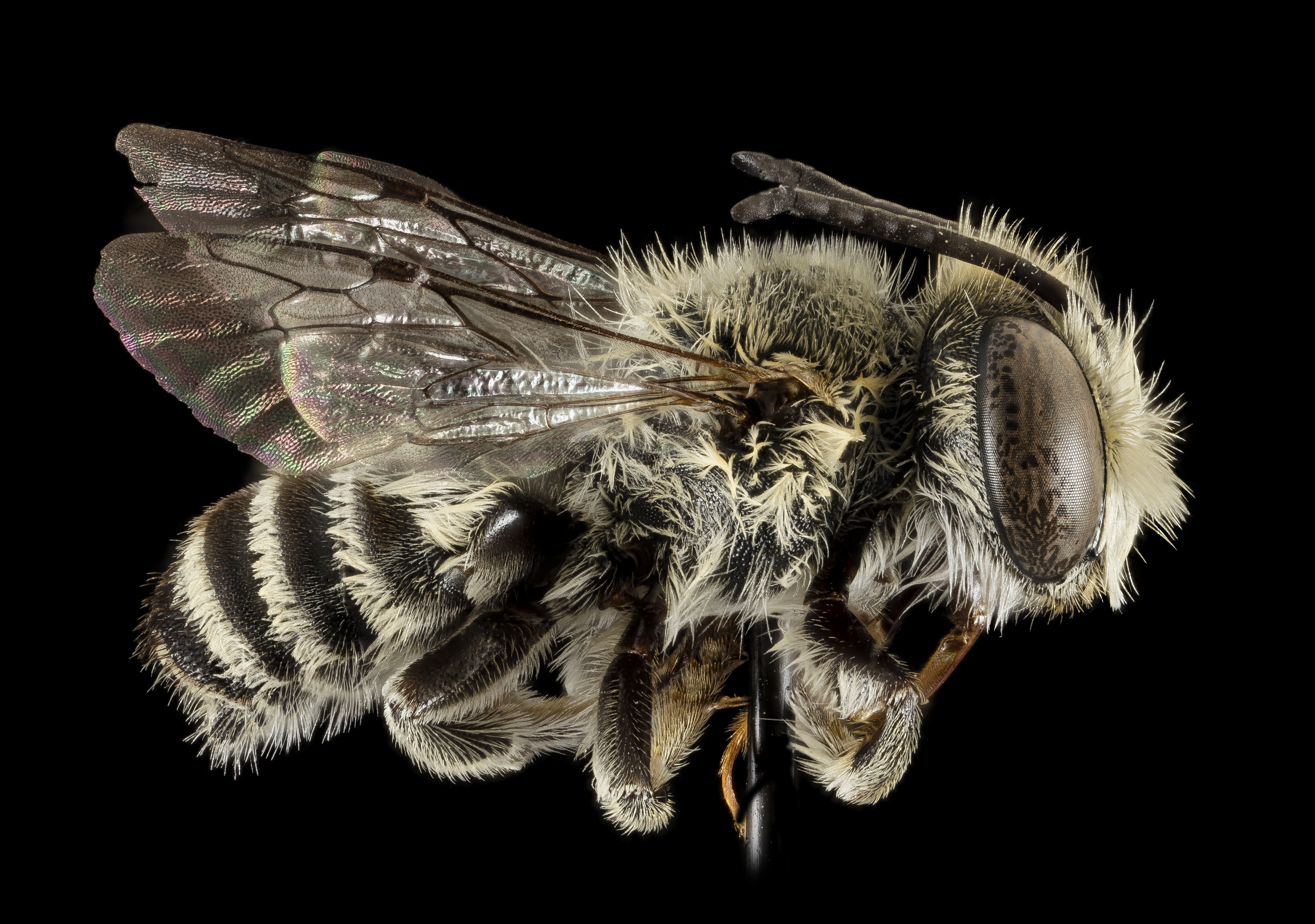
Megachile concinna

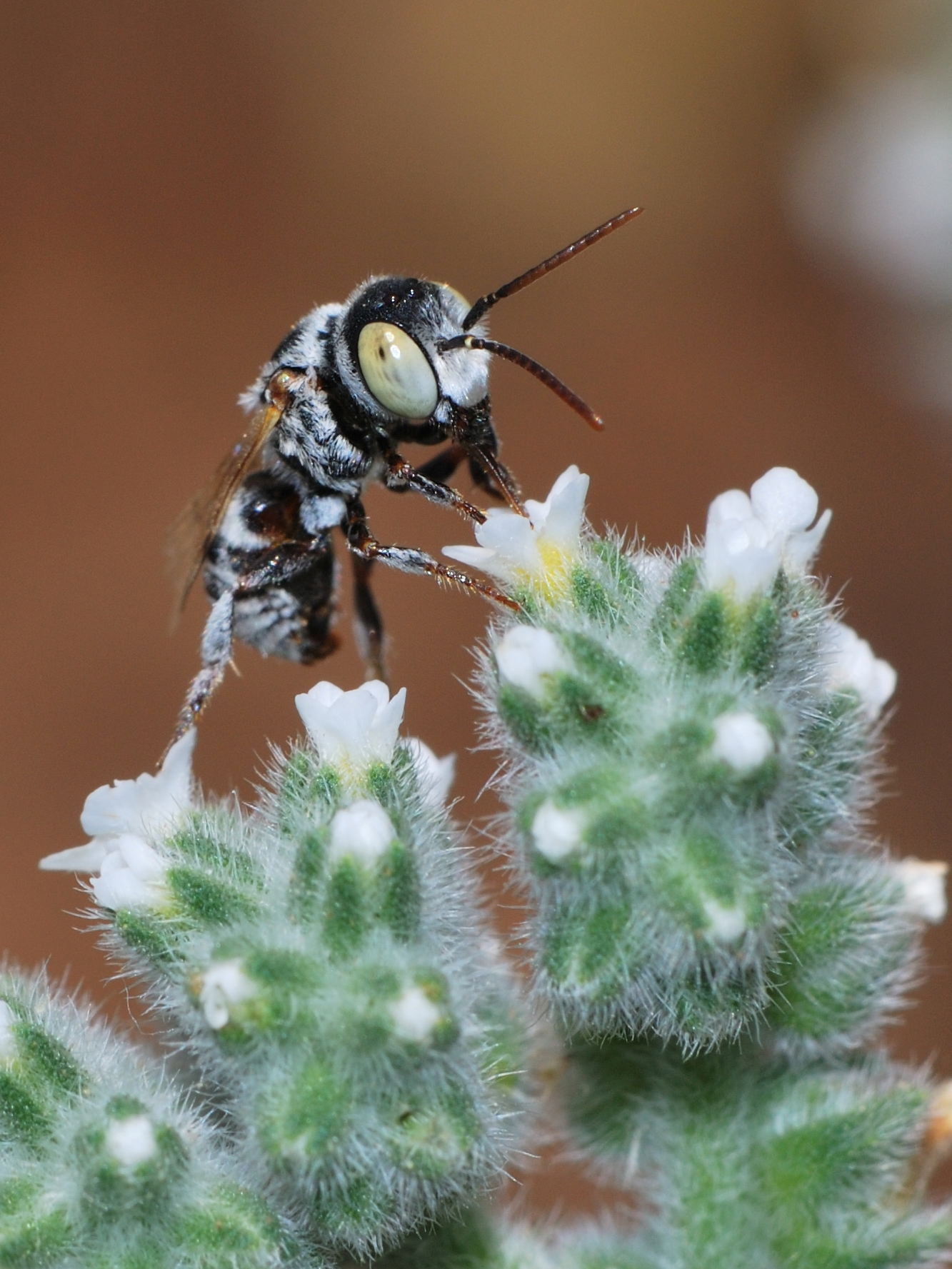
Haetosmia vechti macho, forrajeando en Heliotropium

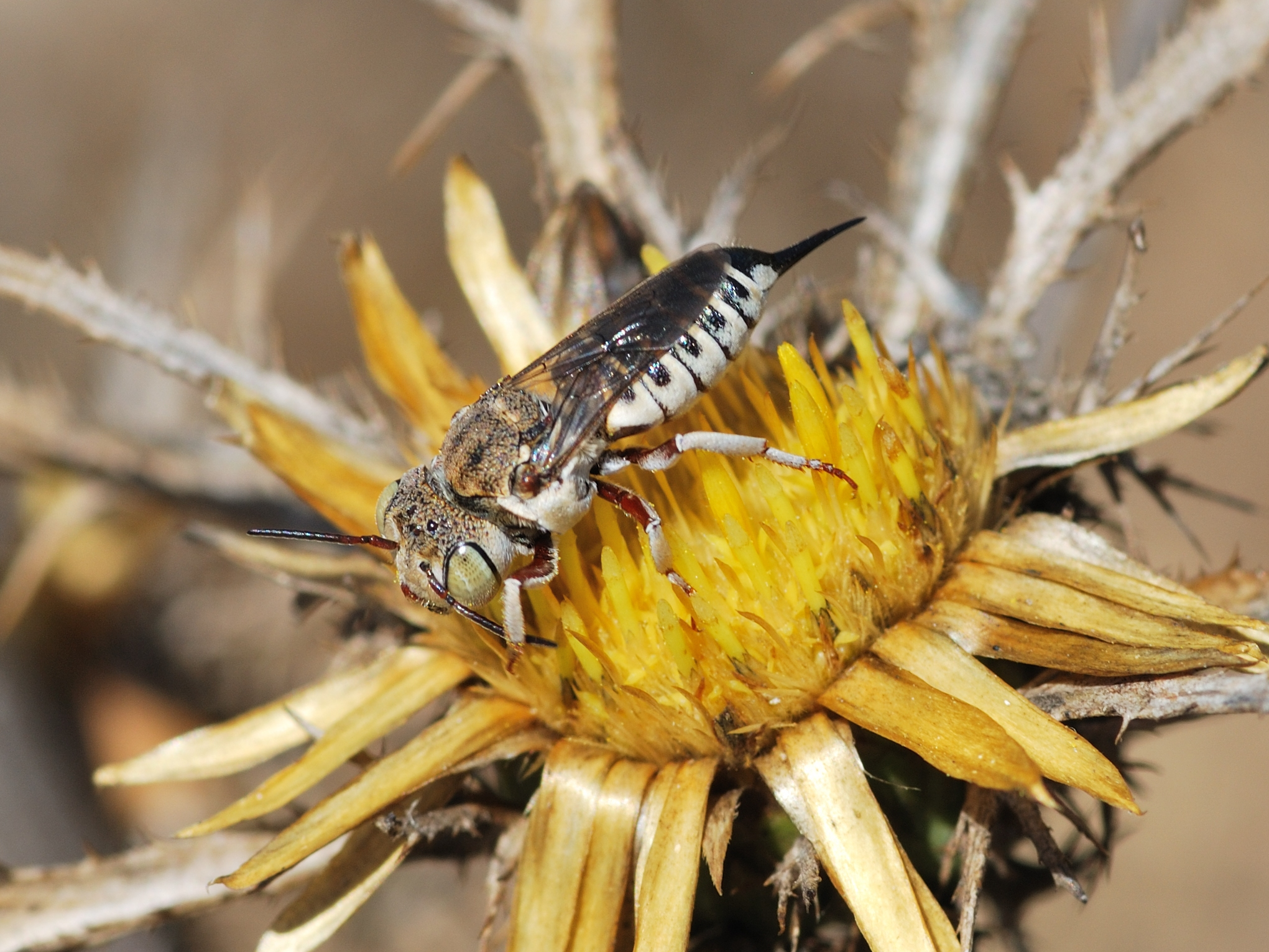
Coelioxys acanthura, hembra

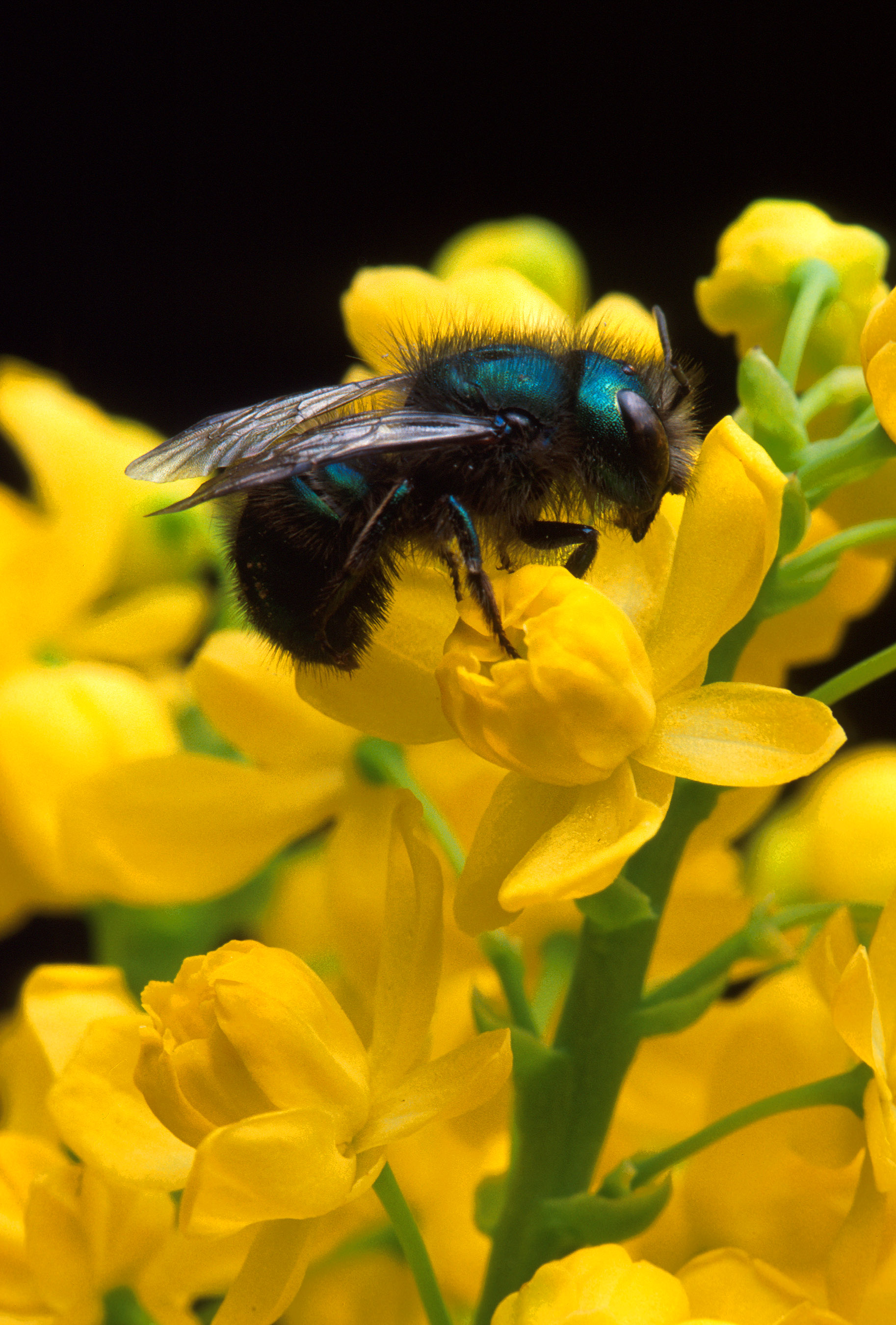
Osmia ribifloris

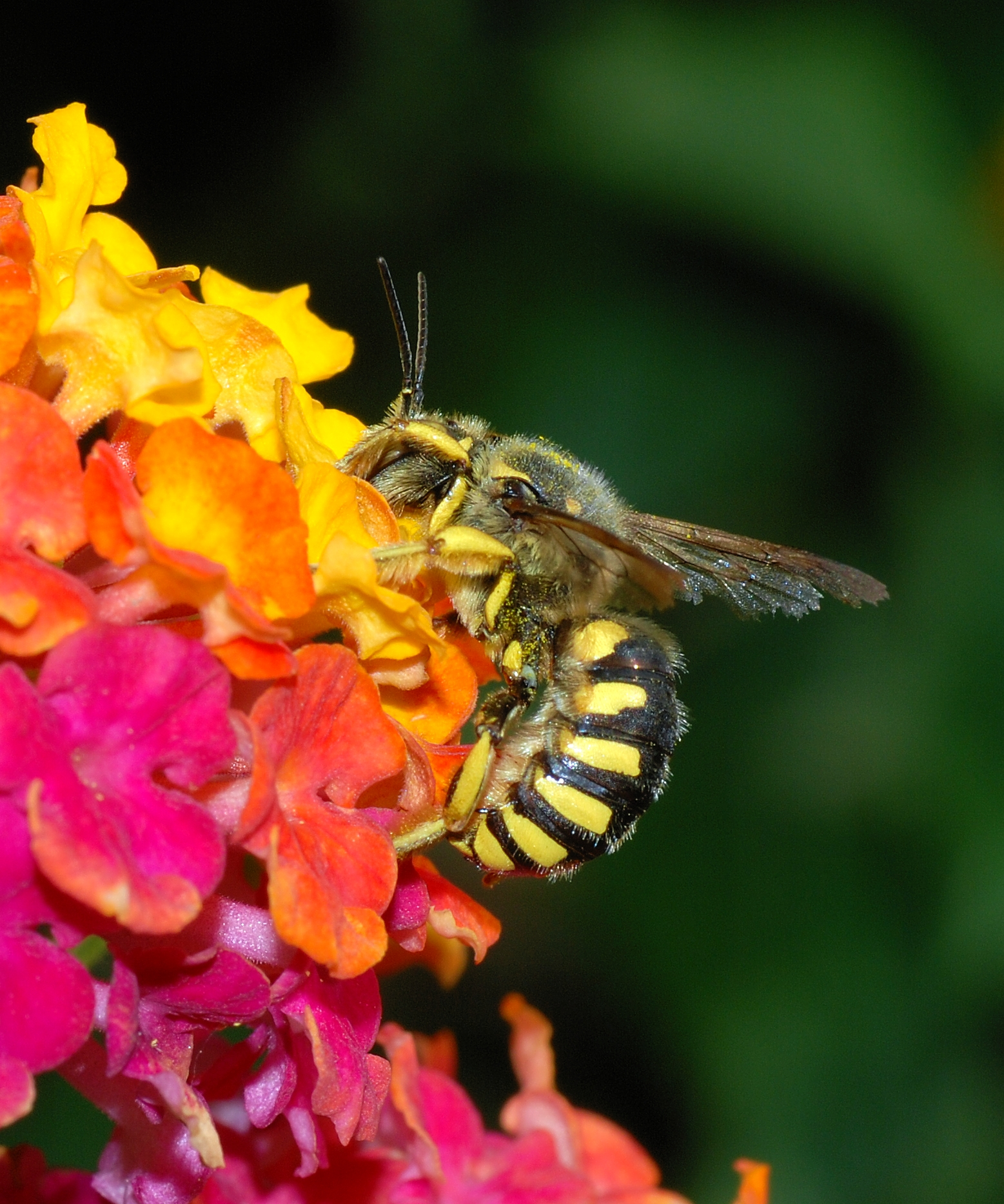
Anthidium florentinum macho visitando Lantana

Contiene ~4,100 spp. en ~80 géneros, en 11 tribus y 4 subfamilias.
No hay muchos fósiles, pero las plantas dicotiledóneas del Eoceno Medio muestran cortes semicirculares en sus bordes, señal de la presencia de abejas cortadoras de hojas. Estos restos fósiles encontrados en Alemania y algunos del Paleoceno de Francia sugieren que evolucionaron el comportamiento cortador de hojas temprano en su evolución. El análisis filogenético indica una edad para esta familia consistente con el Eoceno.
- Subfamilia Fideliinae
  - Tribu Pararhophitini
    - Pararhophites

  - Tribu Fideliini
    - Fidelia
    - Neofidelia
- Subfamilia Megachilinae
  - Tribu Lithurgini
    - Lithurgus
    - Microthurge
    - Trichothurgus

  - Tribu Osmiini
    - Afroheriades
    - Ashmeadiella
    - Atoposmia
    - Bekilia
    - Chelostoma
    - Haetosmia
    - Heriades Parecen pequeñas Osmia
    - Hofferia
    - Hoplitis
    - Hoplosmia
    - Noteriades
    - Ochreriades
    - Osmia
    - Othinosmia
    - Protosmia
    - Pseudoheriades
    - Stenoheriades
    - Stenosmia
    - Wainia
    - Xeroheriades

  - Tribu Anthidiini
    - Acedanthidium
    - Afranthidium
    - Afrostelis
    - Anthidiellum
    - Anthidioma
    - Anthidium
    - Anthodioctes
    - Apianthidium
    - Aspidosmia
    - Austrostelis
    - Aztecanthidium
    - Bathanthidium
    - Benanthis
    - Cyphanthidium
    - Dianthidium
    - Duckeanthidium
    - Eoanthidium
    - Epanthidium
    - Euaspis
    - Gnathanthidium
    - Hoplostelis
    - Hypanthidioides
    - Hypanthidium
    - Icteranthidium
    - Indanthidium
    - Larinostelis
    - Neanthidium
    - Notanthidium
    - Pachyanthidium
    - Paranthidium
    - Plesianthidium
    - Pseudoanthidium
    - Rhodanthidium
    - Serapista
    - Stelis Panzer cleptoparásitos de otros Megachilidae.
    - Trachusa
    - Trachusoides
    - Xenostelis

  - Tribu Dioxyini
    - Aglaoapis
    - Allodioxys
    - Dioxys parásitos de Megachile, Anthidium y Osmia.
    - Ensliniana
    - Eudioxys
    - Metadioxys
    - Paradioxys
    - Prodioxys

  - Tribu Megachilini
    - Coelioxys parásitos de Megachile y otras.
    - Megachile
    - Radoszkowskiana

  - incertae sedis
    - Neochalicodoma
    - Stellenigris